# Dinan
Dinan je naselje in občina v severozahodni francoski regiji Bretanji, podprefektura departmaja Côtes-d'Armor. Leta 2007 je naselje imelo 11.087 prebivalcev.

## Geografija
Kraj leži na strateški točki med Normandijo in severno obalo Bretanije, pretežno zgrajen na hribu nad reko Rance. V bližini se nahaja letališče Aéroport de Dinan-Trélivan.

## Uprava
Dinan je sedež dveh kantonov:
- Kanton Dinan-Vzhod (del občine Dinan, občine La Vicomté-sur-Rance, Lanvallay, Léhon, Pleudihen-sur-Rance, Saint-Hélen: 14.949 prebivalcev),
- Kanton Dinan-Zahod (del občine Dinan, občine Aucaleuc, Bobital, Brusvily, Calorguen, Le Hinglé, Plouër-sur-Rance, Quévert, Saint-Carné, Saint-Samson-sur-Rance, Taden, Trélivan, Trévron: 22.315 prebivalcev).

Naselje je prav tako sedež okrožja, v katerega so poleg njegovih dveh vključeni še kantoni Broons, Caulnes, Collinée, Évran, Jugon-les-Lacs, Matignon, Merdrignac, Plancoët, Plélan-le-Petit in Ploubalay s 112.076 prebivalci.

## Zanimivosti
Dinan je na seznamu francoskih umetnostno-zgodovinskih mest.
- bazilika Basilique Saint-Sauveur, delno zgrajena v 12. stoletju,
- samostan Couvent des Cordeliers, ustanovljen v 13. stoletju,
- grad - muzej Château de Dinan je srednjeveška utrdba iz 14. stoletja, od 1886 na seznamu zgodovinskih spomenikov,
- gotsko renesančna cerkev Église Saint-Malo iz konca 15. stoletja, dokončana v 19. stoletju,
- stolp Tour de l'Horloge, iz 15. stoletja, visok 45 metrov.

## Pobratena mesta
- Dinant (Belgija),
- Exmouth (Anglija, Združeno kraljestvo)
- Lugo (Galicija, Španija),
- Quebec City (Quebec, Kanada)